# 진격의 거인의 연표
진격의 거인의 연표에서는 이사야마 하지메 원작의 만화·애니메이션 "진격의 거인" 및 스핀오프 작품 등 그 밖의 파생 작품의 가공 세계의 사건을 연표 형식으로 게재한다.
또한 연호는 벽내에서 사용하는 작품 독자의 것이다.

## 고대
기원전 1168년 경
- 「에르디아」라는 이름의 부족은 타부족으로 침략을 반복해 포로로 삼은 타부족민들을 노예로 사역했다.
- 유미르라는 이름의 노예 소녀(「시조 유미르」)가 죄 때문에 에르디아 부족에서 「추방」되어 사람 사냥에서 도망치는 가운데 한 거대한 나무 속의 웅덩이에 떨어져 거인의 기원이 되는(「대지의 악마」) 존재와 접촉해 거인의 힘을 손에 넣는다.
- 에르디아 부족장인 프리츠 왕이 시조 유미르의 거인의 힘을 전쟁에 이용해 이로써 에르디아는 급속히 세력을 확대한다.
- 프리츠 왕과 시조 유미르의 딸인 마리아, 로제, 시나가 태어난다.

기원전 1155년 경
- 시조 유미르가 프리츠 왕을 암살자로부터 방패막이가 되어 사망한다.
- 시조 유미르 사후 프리츠 왕이 그 유체를 마리아, 로제, 시나에게 먹임으로써 거인의 힘을 계승케 한다.
  - 그 후도 같은 방법으로 거인의 힘이 계승되어 최종적으로 거인의 힘은 아홉으로 나뉘어 「아홉 거인」이 되었다고 생각된다.

기원전 350년 경
- 에르디아 제국이 거인의 힘을 사용하여 당시 대국 마레를 침공함에 따라 라고(의 비극), 몬테(의 대학살), 발레(의 참화) 등의 대도시가 며칠 만에 소멸해 수십 만의 민중이 사망한다.
- 마레를 멸한 뒤에도 정복 활동이 계속되어 마침내는 대륙 대부분이 에르디아 제국의 지배 영역으로 거둬지는 데 이르러 소속된 민족들은 억압 받게 된다.
- 에르디아 제국이 당시의 대국 마레를 멸하고 대륙을 지배했다.

원년?
- 지금까지 에르디아 왕가의 핏줄(초대 프리츠왕과 그 정실의 자손)과 유미르의 백성(시조 유미르의 자손)의 피를 잇는 왕의 즉위?

기원후 230년
- 유행병을 극복하기 위해 당시 에르디아 왕에 의해 유미르의 백성의 신체 설계도가 다시 쓰여진다.

## 에르디아 제국의 붕괴 후

### 800년 이전
738년 경
- 제 145대 에르디아 왕 칼 프리츠가 시조의 거인을 계승한 것을 계기로 에르디아 제국의 내전인 「거인 대전」이 발발한다.
  - 벽내의 기록에서는 「이 해에 거인이 출현함으로써 인류의 대부분이 사멸했다」고 여긴다.
  - 마레에서는 「마레의 영웅 헤로스가 내부 공작으로 에르디아에 내전을 일으켜 약체화시켰다」고 했다.

743년
- 에르디아 왕 칼 프리츠는 타이버 가와 획책하여 거인 대전을 종결 시켜 일부 에르디아 인과 함께 파라디 섬으로 피난한다.
  - 칼은 시조의 거인의 힘으로 무수한 초대형 거인을 사용하여 파라디 섬에 삼중의 벽(월 마리아/로제/시나)을 세워 「부전의 조약」을 선언했다. 이후 벽내 세계는 쇄국 상태가 된다.
  - 벽내에 있던 에르디아 인의 기억이 시조의 거인의 힘으로 개찬되어 벽외 인류는 거인에 의해 멸망했다고 세뇌된다.
  - 칼이 레이스 가의 「초대왕」이 되어 벽내의 세계를 통치 하기 시작한다.

- 「아홉 거인」 중 시조와 진격을 제외한 일곱 개의 거인의 힘이 마레의 손에 떨어진다.

770 - 780년대 경
- 거인 신봉자에 의해 시간시나 구의 문이 개방된다. 침입한 거인에 의해 시간시나 구는 심대한 피해를 입는다.
- 큐크로 탄생.
- 호르헤 피켈과 앙헬 알토넨에 의해 거인을 죽일 수 있는 존재라는 것이 입증된다.

773년
- (시조 유미르가 아닌) 유미르 탄생

780 - 790년대 경
- 입체 기동 장치 훈련이 정식으로 병단의 교과로 채택된다.
- 큐크로가 사상 처음 입체 기동 장치를 이용해 거인을 토벌한다.

784년
- 어느 날 한 갱부가 벽의 지하를 파 월 시나로 들어가려고 시도하지만 지하의 벽에 막혀 실패로 끝난다
- 친구에게 벽에 대한 것을 털어놓은 직후 갱부가 행방불명이 된다. 친구가 갱부의 행위를 주둔병단에 이야기했는데 주둔병단과 헌병단에 의한 수색이 이뤄지지만 진전이 없고 그 후 친구도 행방불명이 된다.

785년
- 유미르가 마레 당국에 의해 「낙원행」에 처해져 이후 약 60년 동안 무지성 거인으로 파라디 섬의 벽외를 떠돈다.

### 800년대
시기 불명
- 엘빈 스미스 탄생.

801년 경
- 그리샤 예거 탄생.

809년 경
- 페이 예거 탄생.

### 810년대
시기 불명
- 왕정(레이스 가)과 대립한 아커만 일족과 동양인 일족이 정부로부터 추방되어 탄압을 받는다.
- 케니 아커만은 다수의 헌병을 살해하고 「절단마 케니」로 거리에서 두려움을 받았지만 후일 우리 레이스와 만나 중앙 제 1헌병으로 다시 섬긴다.
- 리바이 아커만 탄생.
  - 리바이의 어머니 쿠셸이 머지않아 병사. 어머니 쿠셸의 친오빠이자 리바이의 외삼촌 케니 아커만이 잠시동안 리바이를 돌본다.
  - 케니의 분가도 박해를 받아 산간부로 이주. 후일 미카사의 아버지가 되는 아커만 씨는 동양인 여성과 맺어진다.

817년 경
- 그리샤 예거의 여동생 페이가 어떤 자에게 살해된다. 범인은 특정 되지 않았다.
  - 진상은 마레 치안당국의 그로스가 아들들과 함께 개를 달려들게 해 살해 당했다는 것이 판명된다. 이 사건으로 그리샤는 마레를 깊이 증오하게 된다.

819년 경
- 엘런 크루거가 「진격의 거인」을 계승한다.
- 그리샤가 18세일 무렵 아버지의 진료소를 이어받아 의사로 일한 곳에 「에르디아 복권파」의 한 사람인 글라이스가 접촉, 페이의 죽음의 진상을 들은 뒤 권유를 받아 「에르디아 복권파」의 일원으로 가입한다.

### 820년대
시기 불명
- 엘빈 스미스의 아버지가 사망.
  - 중앙 제1헌병단에 의한 모살이었지만 표면상으로는 사고사로 여겼다.

824년 경
- 다이나 프리츠가 「에르디아 복권파」 앞에 모습을 나타낸다.

825년 경
- 그리샤와 다이나가 연애 끝에 결혼. 지크 탄생.

827년 경
- 프리다 레이스 탄생.

### 830년대
832년
- 지크의 밀고로 「에르디아 복권파」가 마레 치안 당국에 구속되어 「낙원행」이 된다.
  - 그리샤와 글라이스를 제외한 다이나 등 전원이 무지성 거인이 되어 섬 내부를 방황한다.
  - 마레 치안당국의 엘런 크루거가 「올빼미」 및 거인화 능력자인 것을 밝히고 그리샤에게 「진격의 거인」을 계승 시킨다.

- 조사병단원이었던 키스 샤디스가 벽외 조사의 귀환 길에서 그리샤 예거와 만난다.
  - 그리샤는 자신의 의료 지식을 활용해 벽내를 왕래하기 쉽고 「시조의 거인」의 계승자 조사도 하기 쉽다는 관점에서 의사로 일한다.
  - 술집에서 당시 웨이트리스로 일하던 카를라와 그리샤가 만난다.

833년
- 라이너 브라운 탄생.

834년
- 베르톨트 후버, 애니 레온하트, 마르코 보트, 사샤 브라우스 탄생.

835년 이전
- 시간시나 구에서 수수께끼의 유행병이 발생. 그리샤가 항체를 제공함으로써 많은 주민이 구명된다.
  - 그 때의 인연으로 카를라의 고백을 받는 형태로 그리샤와 카를라의 교제가 시작된다.

- 키스가 조사병단 제12대 단장에 취임.
- 그리샤와 카를라가 결혼.

835년
- 엘런 예거, 미카사 아커만, 아르민 아를레르트, 장 키르슈타인, 코니 슈프링거, 히스토리아 레이스 탄생.
  - 그리샤의 독자 조사로 「시조의 거인」의 계승자가 레이스 가임을 알아냈지만 엘런의 탄생을 기해 사명을 단념하고 가족을 지킬 것을 결의. 엘런이 벽외 세계에 흥미를 가질 가능성을 생각해 벽외 세계의 정보 등을 3본의 책에 기록해 지하실의 의료 연구실 내에 숨긴다.

835-839년 경
- 리바이가 조사병단에 입단한다.

### 840년대
842년
- 프리다 레이스가 숙부 우리로부터 「시조의 거인」의 힘을 계승한다.
- 마레의 전사가 된 지크가 「짐승 거인」의 힘을 계승한다.

844년
- 마레의 전사 후보생이었던 라이너, 베르톨트, 애니, 마르셀이 각각 「갑옷 거인」「초대형 거인」「여성형 거인」「턱 거인」의 힘을 계승한다.
- 강도의 습격으로 미카사의 부모가 사망. 미카사는 유괴되지만 엘런에게 구조되어 이후 예거 가에 거둬 들여진다.

845년
- 마레군 상층부로부터 「시조의 거인」 및 「진격의 거인」의 탐색·탈환의 지령을 받아 라이너, 베르톨트, 애니, 마르셀 4명이 파라디 섬에 상륙.
  - 이동 도중에 무지성 거인화된 유미르와 조우해 마르셀은 라이너를 감싸고 포식 되어 사망.
  - 마르셀을 포식한 유미르는 「턱 거인」의 힘을 계승하고 인간의 모습으로 돌아온다.

- 키스가 조사병단 단장의 자리를 양도해 엘빈이 조사병단 제 13대 단장에 취임한다.

## 작품 개시 시점 이후

### 840년대
845년
- 월 마리아 남단의 돌출구획 시간시나 구에 「초대형 거인」이 출현, 문이 파괴된다. 다수의 거인이 침공하고 「갑옷 거인」에 의해 월 마리아 안 쪽 문이 파괴되어 지역 주민은 월 로제로 물러남.
  - 거인 침공의 피해로 엘런의 어머니 카를라가 사망. 아버지 그리샤도 행방불명이 되어 엘런, 미카사, 아르민은 개척지로 피난한다.
  - 이 때의 혼란을 틈타 라이너, 베르톨트, 애니도 피난민으로 벽내에 잠입, 유미르도 마찬가지로 피난민으로 침입한다.

- 로드 레이스의 영내에서 「도적의 습격에 의한 화재」가 발생. 참극의 무대가 된 예배당에서 로드의 아내와 다섯 명의 자식들이 사망한다.
  - 실제로는 거인화한 그리샤가 예배당의 지하 동굴에서 기도를 드리던 레이스가를 습격하고 로드는 아내와 자식들을 살해 당하지만 사건의 피해자인 로드에 의해 사실이 은폐 됐다.
  - 거인화한 그리샤에 대항하기 위해 레이스가의 장녀 프리다가 거인화하여 맞서 싸우지만 그리샤에게 먹혀 죽고 프리다가 계승하고 있던 「시조이 거인」의 힘이 빼앗긴다.
  - 기억을 계승한 엘런이 그리샤의 시점에서의 기억을 더듬어 그리샤는 처음에는 프리다에게 민중의 구제를 간청했지만 프리다가 거부했기 때문에 할 수 없이 프리다에게서 「시조의 거인」을 탈취한 사실을 알게 된다.

- 그리샤가 엘런에게 거인화 약을 투여해 그리샤는 자신을 엘런에게 포식 시킴으로써 「시조의 거인」과 「진격의 거인」의 능력을 계승 시킨다.
  - 엘런은 거인화가 풀린 뒤 주사의 후유증에 의한 기억 장애 때문에 그 사실을 잊는다.

- 로드 레이스가 케니 아커만이 이끄는 중앙 제 1헌병단과 함께 히스토리아 레이스의 곁에 나타난다.
  - 히스토리아의 어머니 알마가 말살 된다. 로드는 히스토리아에게 「크리스타 렌즈」라는 가명을 주고, 크리스타는 개척지로 이주한다.

846년
- 영토 탈환을 건 총공격이 감행 되지만 실패. 월 로제에서 바깥쪽 시간시나 구는 포기되어 인류는 영토의 1/3과 인구의 2할(약 25만 명)을 잃는다.
  - 작전에는 실업자와 난민화한 월 마리아 주민들을 끌어냈지만 대부분이 전사. 이 작전에서 아르민의 할아버지도 사망했다.
  - 표면상으로는 「탈환 작전」으로 되어 있지만 실제로는 대량의 실업자와 난민을 의도적으로 줄이는 「식구 줄이기」와 「기민」의 의미도 있었다.

847년
- 제 104기 훈련병단 편성.
  - 엘런, 미카사, 아르민, 크리스타(히스토리아)가 개척지를 나와 월 로제 남쪽 부대에 입단한다.
  - 마찬가지로 라이너, 베르톨트, 애니도 탈환 임무에 최적이라는 판단에서 훈련병단에 입단한다.
  - 「턱 거인」을 계승해 인간으로 돌아온 유미르도 입단한다. (자신과 비슷한 경우인 히스토리아에 공감해 그녀를 지키겠다고 맹세했기 때문)

- 케니 아커만에 의해 대인 입체 기동 부대가 결성된다.

848년
- 조사병단의 제 34회 벽외 조사가 실시.
  - 일제 랑그너 조사병이 사람 말을 하는 거인과 조우하나 귀환하지 못하고 사망.

849년
- 일제 랑그너가 남긴 거인에 관한 메모가 조사병단 리바이 병장에 의해 회수 된다.

### 850년대
850년
- 제104기 훈련병단이 전훈련 과정을 수료하고 해산한다.
- 월 로제의 남단 둘출구획 트로스트 구에 「초대형 거인」이 다시 출현해 문이 파괴된다.
  - 인류 열세 속 엘런 거인체가 출현. 거인에게 거의 제압 당한 트로스트 구를 엘런 거인체를 중심으로 탈환하는 작전이 현장에서 새롭게 입안 되어 「초대형 거인」에 의해 열린 거인의 침입 경로를 봉쇄. 이어서 급보를 받아 급하게 달려온 조사병단이 가세해 다대한 희생을 내면서도 트로스트 구에 침입한 거인의 소탕에 성공.
  - 4m급, 7m급의 거인 2마리를 포획한다.
  - 전투의 한창 거인화한 엘런을 보고 라이너, 베르톨트, 애니 3명은 「진격의 거인」으로 판단, 라이너와 베르톨트가 거인화에 관란 밀담을 동기 마르코 보트에게 들리고 말아 자신들의 정체를 들킨다. 입막음을 위해 마르코를 구속하고 급히 달려온 애니에게 마르코의 입체 기동 장치를 빼앗기게 해 방치되어 그대로 마르코는 거인에게 포식 되어 사망한다.

- 다리스 작클레 총통을 의장으로 한 특별 병법 회의가 열려 엘런의 존재의 시비와 처우에 대해서 심의가 이뤄졌다. 그 결과 조사병단이 엘런의 신병을 맡는 것이 결정.
  - 엘런은 정식으로 조사병단에 입단. 그에 따라 리바이 병장의 지휘 아래 엘런의 감시를 명목으로 한 보호와 거인화 능력의 해석과 실험을 목적으로 한 특별 작전반 「리바이반」이 결성된다.
  - 포획한 4m급, 7m급의 거인이 애니와 라이너에게 살해된다. 조사가 이뤄지지만 범인을 특정 짓지 못한다.

- 제 104기 훈련병단 졸업생 중 21명이 조사병단에 입단.
  - 미카사 등 상위 5명과 아르민, 유미르가 조사병단에 입단.
  - 라이너와 베르톨트는 「진격의 거인」 엘런을 탈취할 기회를 얻기 위해 조사병단에 입단, 애니는 「시조의 거인」을 계승하는 왕족의 조사에 최적화 한 헌병단에 입단한다.

- 조사병단에 의한 제 57회 벽외 조사가 이뤄지지만 「여성형 거인」과 조우해 다대한 피해를 받아 귀환을 어쩔 수 없이 하게 된다.
  - 벽외 조사 중 엘빈 지휘의 일부 조사병단원은 「여성형 거인」 포획 작전을 실행하지만 실패로 끝난다.
  - 퇴각할 즈음 리바이 병장 부재의 리바이반이 「여성형 거인」에게 급습받아 괴멸.
  - 엘런은 거인화하여 응전하지만 패배해 납치되나 리바이와 미카사에게 구출된다.

- 스토헤스 구에서 조사병단으로부터 비밀리에 「여성형 거인」의 포획 작전이 실시되어 다수의 피해를 낳지만 「여성형 거인」의 포획에 성공. 엘런의 헌병단 인도는 동결된다.
  - 조사와 교전 결과 조사병단은 「여성형 거인」의 정체를 월 시나의 스토헤스 구 헌병단에 소속하는 애니 레온하트로 단정.
  - 시가지에서의 포획 작전에서 시민에게도 다수의 희생을 낳으면서 애니의 신병 구속에 성공하지만 애니는 수정체에 쌓여 정보를 알아낼 수 없게 된다.
  - 전투의 한창 「여성형 거인」이 파괴한 월 시나의 벽 속에서 거인을 발견. 「월교」의 닉 사제의 지시로 바로 거인을 가리는 조치가 이뤄진다. 벽이 거인으로 만들어져 있다는 것이 판명된다.

- 월 로제 내에 「짐승 거인」이 이끄는 거인의 한 무리가 출현, 일부 조사병단과 우트가르드 성터에서 교전.
  - 미케 등 정예 조사병 몇 명이 전사해 많은 민간인이 지하 거리 등에 한 때 피난을 어쩔 수 없이 하게 된다.
  - 애니의 출생 기록을 조사한 결과 845년 월 마리아 함락 때의 혼란을 틈타 사칭한 경력이었던 것이 판명, 게다가 라이너와 베르톨트도 동향 출신자로 같은 시기에 등록된 것도 판명되어 애니와 같이 거인 능력자라는 의혹이 불거진다.
  - 조사병단 소속의 유미르가 거인화 능력자인 것이 판명. 우트가르트 성터에서 군집하는 거인들 상대로 고군분투해 중상을 입지만 합류한 한지가 이끄는 즉석반의 활약으로 구출된다.
  - 코니의 고향 라가코 마을이 멸망 되는데 파괴된 코니의 생가에 있던 움직이지 못하는 거인과 부자연스러운 마을 상황에 수수께끼가 남는다.
  - 조사 결과 월 로제에 파괴된 구멍은 발견되지 않았다. 나중에 한층 더 조사에서 거인들의 정체가 라가코 마을의 주민들이라는 의혹이 부상. 후에 지크의 입에서 그의 척수액을 포함한 가스에 의해 거인화한 것이 판명.

- 월 로제 위에 「초대형 거인」「갑옷 거인」이 출현. 조사병단은 교전하지만 패배해 엘런과 유미르가 납치된다.
  - 조사병단 소속의 라이너 브라운과 베르톨트 후버가 월 로제에 도달 후 각각 「갑옷 거인」「초대형 거인」의 정체라는 것이 판명.
  - 엘런은 거인화하여 「갑옷 거인」과 교전하지만 패배하고 조사병단에도 다수의 사상자를 낸다.
  - 교전에서 5시간 뒤 엘빈이 이끄는 조사병단과 헌병단이 월 로제에 도착. 한지의 추측으로 거대 나무의 숲을 목표해 에렌 등의 탈환을 목표로 추적을 개시한다.

- 일몰 전에 거대 나무 숲에서 라이너 일행을 발견해 교전한다. 엘런을 탈환하지만 군집한 거인들에 의해 파멸 직전까지 몰린다. 그러나 거인들이 갑자기 라이너 일행을 덮쳐 그 틈에 퇴각한다.
  - 미카사는 부상 당하고 엘빈은 오른팔을 잃으며 한네스 이하 다수의 병사가 전사한다.
  - 유미르는 라이너 일행과 동행하고 그들은 월 마리아의 시간시나 구에 도착한다.
  - 전투의 한창 엘런과 미카사 앞에 다이나 거인이 출현, 엘런이 그 거인을 때린 순간 「좌표」의 힘이 발현해 주위의 거인을 일시적으로 조종한다.

- 조사병단에 보호 받고 있던 「월교」의 닉 사제가 어떤 자에게 살해된다.
  - 범인은 중앙 제 1헌병단의 제르 사네스 등으로 엘런과 히스토리아의 정보를 캐내기 위해 찾기 시작해 고문 끝에 살해. 그것을 강도의 짓으로 은폐를 기도한다.
  - 리바이반의 재편성이 이뤄져 미카사, 아르민, 장, 코니, 사샤, 히스토리아가 반에 가입한다.

- 파탄 직전의 트로스트 구의 경제와 주민들의 생활을 지탱하던 리브스 상회 회장 디모 리브스와 그 부하가 어떤 자에게 참살 된다.
  - 중앙 제 1헌병단과 내통 하던 리브스 회장이 리바이 병장과의 교섭에 응해 돌아섰기 때문에 중앙 제 1헌병단을 이끄는 케니에게 살해 당해 엘런과 히스토리가 납치된다. 그 사실은 왕정의 압력을 받은 보도 기관에 의해 개찬된다.
  - 조사병단은 민간인 살해의 누명을 쓰고 왕명에 의해 해체와 엘빈 단장의 체포, 용의가 걸린 단원의 체포(또는 살해)가 중앙 제 1헌병단 주도로 이뤄진다. 리바이 병장 및 한지 분대장은 도망·잠복한다.

- 주둔병단의 도트 픽시스 사령 및 작클레 총통 주도의 쿠데타가 발생. 프리츠 왕이 가짜 왕이라는 사실과 중앙 제 1헌병단이 관여한 다양한 사건이 분명해져 왕과 그 측근 및 중앙 제 1헌병단이 신병을 구속 당한다. 이에 따라 프리츠 왕조는 완전히 붕괴.
  - 민간인 살해의 혐의로 교수형이 예정되어 있던 엘빈 조사병단장은 「사실 없음」이 되어 해방된다.
  - 리바이와 한지가 이끄는 조사병단이 중앙 제 1헌병단의 거점을 제압하고 레이스가의 예배당 지하 동굴에 돌입.
  - 대인 입체 기동 부대의 요격을 돌파하고 엘런과 히스토리아를 구출한다. 이쯤 엘런은 레이스가 소장의 거인화 약을 복용함으로써 신체의 경칠화 능력을 획득한다.
  - 로드 레이스가 거인화해 오르브드 구를 침공. 조사병단과 주둔병단의 토벌 작전 끝에 히스토리아에 의해 토벌된다.
  - 치명상을 입으면서 지하 동굴에서 탈출한 케니를 리바이가 발견. 케니는 거인화약을 리바이에게 맡긴 채 숨을 거둔다.

- 히스토리아 레이스가 여왕에 즉위. 병단 주도의 신체제가 구성되어 구체제파는 철저하게 숙청된다.
  - 히스토리아는 빈곤자 구제와 고아 구제를 위해 고아원을 열고 벽내 고아들을 모아 돌본다. 그 공적으로 사람들로부터 「소 치는 여신님」으로 불리게 된다.
  - 지하 동굴에서 발견한 발광석을 병단과 주민에게 환원. 이에 따라 공업의 생산성 향상과 병단의 활동 범위 확대가 도모 된다.
  - 중앙 제 1헌병단이 말소한 선진적 기술을 병단의 무기 개량에 응용. 신무기 「뇌창」이 완성된다.
  - 엘런의 경질화 능력으로 병사의 노력 밖의 소모 없이 위험에 노출되지 않아도 되는 거인 무기가 제조 되어 월 로제 외벽의 몇 개 부분에 설치된다.
  - 조사병단의 모병으로 마를로, 프록 등 신병들이 조사병단에 입단한다.

- 조사병단에 의한 월 마리아 최종 탈환 작전이 개시 된다. 시간시나 구에 도착한 조사병단은 지크, 라이너, 베르톨트가 이끄는 거인들과 교전해 많고 큰 희생을 치르지만 월 마리아 탈환을 해낸다.
  - 이 싸움에서 엘빈 단장을 필두로 199명의 병사가 전사. 살아남은 리바이, 한지가 있는 조사병단 9명이 귀환한다.
  - 지크와 라이너는 치명상을 입으면서도 차력 거인에게 구조되고 퇴각한다.
  - 베르톨트는 거인화한 아르민에게 사망. 「초대형 거인」의 능력은 아르민에게 이어진다.
  - 엘빈 단장 사망으로 한지가 조사병단 제14대 단장에 취임한다.

- 엘런의 생가에 있는 지하실에서 그리샤가 남긴 3본의 수기와 벽내에서는 존재하지 않는 사진을 발견한다.
  - 벽외에 인류가 존재하는 것이 판명, 게다가 자신들의 생활권은 대륙 국가 「마레」의 근해에 위치하는 「파라디섬」이라는 것이 판명된다.
  - 히스토리아 여왕은 조사병단이 가지고 돌아온 진실을 「100년 전에 잃은 기억」이라며 공표한다.

- 벽외에서 반도의 자치권을 둘러싸고 마레와 중동 연합 사이에서 전쟁이 발발.

851 - 853년
- 월 마리아 내의 거인의 소탕 완료를 병단이 발표. 도로 포장 사업, 시간시나 구의 입주가 시작된다.
- 6년만의 월 마리아 밖의 벽외 조사가 이뤄져 조사병단이 처음 바다에 도달한다.
  - 벽외 조사에서 거인은 1마리 밖에 확인되지 않고 파라디 섬의 거인들은 월 마리아 안에서 거의 소탕 되었음이 확인된다.

- 마레가 파라디 섬 조사를 위해 3년 간 구축함을 포함하는 합계 32척의 조사선을 파견하지만 모두 소식을 끊는다.
  - 마레군 내부의 반체제파가 파라디 섬에 도달해 조사병단과 접촉한다. 반마레 체제파로부터 기술 제공을 받아 파라디 섬에 군항이 건설된다.
  - 히즈루 국의 대사가 파라디 섬에 상륙, 국교를 맺고 자재와 기술을 제공한다. 파라디 섬에 철도 등이 보급되어 근대화가 진행된다.
  - 트로스트 구 철도 개통식 후 잠입 조사를 하기 위해 조사병단이 마레에 상륙.

854년
- 마레와 중동 연합의 전쟁이 마레의 승리로 종결 한다.
  - 엘런이 「크루거」의 가명을 사용해 전사대의 부상병으로 마레에 잠입.
  - 파라디 섬 섬멸 선언 식전의 한창 거인화한 엘런과 파라디 섬의 에르디아군이 습격. 타이버가 당주 빌리 타이버가 엘런에게 포식 되어 사망. 마레군 간부가 전멸하고, 아르민의 초대형 거인의 거인화 폭발로 주력 함대와 군항도 괴멸 되었다.「전퇴의 거인」의 능력자 빌리 타이버의 여동생도 포식 되어 엘런에게 능력을 탈취 당했다.
  - 조사병단은 엘런과 지크의 회수에 성공하지만 사샤를 포함하는 8명의 병사가 전사. 비행선에 올라탄 팔코와 가비도 파라디 섬에 연행된다.
  - 엘런의 단독 행동의 책임을 물어 구속된다.

- 파라디 섬에 귀환.
  - 프록, 조사병단의 신병을 중심으로 엘런을 신봉하는 반병단 파괴 공작 조직 예거파가 결성됐다.
  - 예거파의 모략으로 총통 다리스 작클레가 폭살 당한다.
  - 엘런이 구속된 지하 감옥에서 탈주. 마찬가지로 탈옥한 예거파와 합류.
  - 예거팍 병단을 제압. 의용병의 옐레나 일행이 준비한 지크의 척수액이 들은 와인을 병단 상층부가 마시고 만다.
  - 거대 나무의 숲에 연금 되었던 지크가 「외침」으로 병사를 거인화시켜 리바이와 싸우지만 패배하고 리바이에게 잡혀 뇌창으로 연결된다. 지크의 뇌창에 의한 자폭으로 리바이가 의식 불명의 중태가 된다. 한지가 리바이를 데리고 도망친다. 예거파와 지크가 접촉해 시간시나 구로 향한다.

- 마레군, 파라디섬 기습. 시간시나 구가 전쟁터가 된다.
  - 몰래 잠입해 있던 피크와 포르코가 가비를 구출.
  - 지크가 「외침」에 의해 팔코 등 다수를 거인화해 포르코가 거인화한 팔코에게 포식되어 사망. 팔코가 「턱 거인」을 계승한다.

- 엘런, 지크와 접촉해 「길」에 도달.
  - 엘런과 지크가 그리샤의 기억을 더듬는다.
  - 지크는 시조 유미르에게 「안락사 계획」의 실행을 명하지만 엘런이 시조 유미르에게 말을 걸어 협력을 얻는다.

- 엘런과 시조 유미르에 의해 「땅울림」이 발동.
  - 파라디 섬의 모든 「벽」이 붕괴해 벽내에 있던 모든 초대형 거인이 해방된 일로 다수의 사상자가 난다.
  - 애니의 경질화가 강제적으로 풀린다.
  - 엘런이 시조의 힘을 사용해 모든 에르디아 인에게 「땅울림」 선언을 한다.
  - 수천 만의 초대형 거인과 엘런이 파라디 섬에서 마레로 침공한다.
  - 애니, 히치와 접촉해 행동을 함께 한다.
  - 지크의 「외침」에 의해 발생한 거인은 모두 소탕 되지만 대부분의 마레 전투원이 사망.
  - 코니, 팔코를 어머니에게 포식 시켜 인간으로 되돌리려고 라가코로 향한다.
  - 아르민과 가비가 결탁해 코니를 저지하러 향한다. 결과 팔코이 구출에 성공하고 가비, 팔코, 아르민, 코니가 화해.
  - 리바이, 한지가 「땅울림」을 막기 위해 피크, 마가트와 접촉해 협력 관계를 맺는다.
  - 애니, 아르민 일행과 접촉해 결탁. 그 후 라이너와 합류한다.
  - 아르민 일행과 한지 일행이 합류한다.
  - 「땅울림」을 막기 위해 하늘에서 추격 가능한 비행정을 손에 넣기 위해 항구로 향한다.
  - 마가트가 파라디섬을 습격한 과오를 인정하고 조사병단과 화해한다.
  - 항구는 이미 예거파가 점거하고 있어 전투가 열리는데 비행정을 정비 가능한 히즈루국의 기술자 및 히즈루국의 대사 키요미와 탈출한다.
  - 추격 가능한 마레의 군함을 폭파하고 마가트와 뒤에서 달려온 키스가 사망한다.
  - 엘런과 수천 만의 초대형 거인이 세계 연합 함대를 격파하고 「땅울림」이 마레 대륙에 도달한다.
  - 「땅울림」이 레벨리오 포함 마레 대륙 대부분을 괴멸 시킨다.
  - 엘런이 아르민 일행에게 시조의 힘을 사용해 자신의 목적을 밝히지만 아르민 일행은 이 일을 잊혀진다.
  - 오디하에 도착해 비행정의 정비를 하지만 정비가 종료된 시점에 몰래 따라온 프록에게 연료 탱크에 구멍이 난다. 프록은 미카사에게 죽는다.
  - 구멍 난 곳을 메우려고 했을 때 「땅울림」이 도착. 시간을 벌기 위해 한지가 희생되어 아르민이 조사병단 제15대 단장에 임명된다.
  - 비행정이 날아오르고 옐레나로부터 알아낸 스라트아 요새로 향한다.
  - 에르디아 인의 피난민이 비행선으로 도망치기 위해 스라트아 요새에 도착하나 「땅울림」에 따라잡힌다.
  - 「땅울림」을 막기 위해 스라트아 요새의 비행선 부대가 엘런의 거인에 공격을 거나 지크의 짐승거인에 의해 전멸 된다.

- 천지전
  - 아르민 일행이 도착해 시조의 거인의 등에서 역대 아홉 거인의 군단과 전투 한다. 아르민은 거인에 유괴된다. 절체절명의 때 팔코의 거인이 나타나 구조된다.
  - 체제를 다시 세우고 다시 미카사, 장, 코니, 애니, 피크, 라이너, 리바이로 에렌 즉 「종미의 거인」에게 재공격을 건다.
  - 뮬러 장관이 이끄는 마레 병사와 레온하트 씨가 이끄는 에르디아 인이 대립하지만 뮬러 장관의 판단으로 정전 상태로 흐른다.
  - 아르민과 지크가 「길」에서 설득한 끝에 베르톨트, 마르셀, 포르코, 유미르, 그리샤, 크서버 등 역대 거인 계승자가 한편이 되어 거인으로 부활한다. 지크는 리바이에게 목을 베여 사망. 장은 종미의 거인의 목덜미를 폭약을 이용해 폭파. 빛나는 생물체가 드러난다.
  - 아르민은 초대형 거인으로 거인화 함으로써 종미의 거인의 골격을 폭파. 땅울림은 한 번 정지하지만 빛나는 생물은 상처가 나지 않고, 에렌은 다시 한 번 이족보행형 초대형 거인으로 거대화 한다.
  - 빛나는 생물체가 발한 가스로 거인화 능력 보유자와 아커만 이외의 에르디아 인이 거인화. 그 후 에렌과 아르민이 교전. 갑옷 거인은 빛나는 생물체와 장, 코니, 가비, 카리나를 포함하는 무지성 거인과 교전. 미카사와 리바이가 협력해 종미의 거인의 입 속으로 뛰어든다.
  - 종미의 거인의 입 속에 있는 에렌의 목을 침으로써 에렌은 사망하고, 종미의 거인을 포함한 모든 거인이 소멸한다.
  - 세계에서 거인의 힘은 사라졌지만 살아남은 뮬러 장관 등 마레인들은 경계심을 풀지 못하고 에르디아 인들에 대해서 무기를 겨눈다. 그에 대해서 아르민 일행이 설득을 시도한다.

## 「천지전」 종결 후
857년
- 장의 친족과 코니의 어머니가 히스토리아에게 보호 받는다.
- 아르민, 장, 코니, 아니, 피크, 라이너 등은 연합국 대사를 맡으며 화평교섭에 나선다.
- 리바이, 오냥코퐁, 팔코, 가비, 옐레나 등은 행동을 함께 한다.
- 예거파의 지휘 아래 에르디아 국에서는 군비 증강에 힘을 쏟아 근대적인 군대가 결성된다.
- 에렌의 묘 앞으로 미카사 곁에 한 마리의 새가 찾아와 머플러를 둘러주고 떠난다.

그 이후
그 이후의 부분은 작중에서는 설명과 대사가 젼혀 없고 또 인물의 얼굴도 묘사되지 않으며 모든 독자/시청자의 상상에 맡겨진다. 정경은 모두 에렌의 표가 있는 나무(이하 본항에서는 "나무"로 칭한다)가 있는 언덕에서 본 정경으로 그려진다.
- 파라디 섬의 부흥이 진행되어 대형 건축물이 세워지기 시작하면서 근대적인 도시로 성장한다.
- 머플러를 두른 여성이 가족으로 추정되는 남성·아이와 함께 에렌의 묘를 찾는다.
- 머플러를 두른 늙은 여자의 장례가 "나무" 아래에서 행해진다.
- 전쟁이 발생한다(파라디 섬 밖 세력의 침공인지 섬내의 내전인지는 불명).
- 파라디 섬 내의 문명은 멸망하지만 "나무"는 성장을 계속하여 거목이 된다. 그곳에 한 명의 아이가 개를 데리고 찾아오는 부분에서 이야기는 끝난다.

### 내용주
1. ↑  주석.[1]
2. ↑  주석.[3]
3. ↑  주석.[4]
4. ↑  주석.[5]
5. ↑  주석.[6]

1. ↑  애니메이션에서만. 원작에서는 옐레나가 마지막으로 확인된 것은 팔코의 거인화로 붕괴한 아즈마비토의 배에서 탈출했을 시점으로 이후의 동향은 불명.
2. ↑  뿌리 밑에 큰 구덩이가 보여 시조 유미르가 "대지의 악마"와 접촉한 거목과 매우 비슷하다.